# 斯摩棱斯克王公列表
这是一份斯摩棱斯克统治者的列表。斯摩棱斯克是中世纪俄罗斯境内的一个公国。
所有斯摩棱斯克王公都属于留里克王朝。

## 历代王公
- 斯坦尼斯拉夫·弗拉基米罗维奇 ？~ 987年
- 维亚切斯拉夫·雅罗斯拉维奇 1054年 - 1057年
- 伊戈尔·雅罗斯拉维奇 1057年 - 1060年
- 弗拉基米尔·莫诺马赫 1073年 - 1078年
- 达维德·斯维亚托斯拉维奇 1087年 - 1097年
- 斯维亚托斯拉夫·弗拉基米罗维奇 ？~ 1113年
- 维亚切斯拉夫·弗拉基米罗维奇 1113年 - 1125年
- 罗斯季斯拉夫一世·姆斯季斯拉维奇 1125年 - 1160年
- 罗曼·姆斯季斯拉维奇 1160年 - 1172年
- 亚罗波尔克·罗曼诺维奇 1172年 - 1174年
- 姆斯季斯拉夫·罗斯季斯拉维奇 1175年 - 1177年
- 罗曼·姆斯季斯拉维奇 1177年 - 1180年
- 达维德·罗斯季斯拉维奇 1180年 - 1197年
- 姆斯季斯拉夫·罗曼诺维奇 1197年 - 1213年
- 弗拉基米尔·留里科维奇 1213年 - 1219年
- 姆斯季斯拉夫·达维多维奇 1219年 - 1230年
- 斯维亚托斯拉夫·姆斯季斯拉维奇 1232年 - 1239年
- 弗谢沃洛德·姆斯季斯拉维奇 1239年 - 1249年
- 格列布·罗斯季斯拉维奇 1249年 - 1278年
- 米哈伊尔·罗斯季斯拉维奇 1278年 - 1279年
- 费奥多尔·罗斯季斯拉维奇 1280年 - 1297年
- 亚历山大·格列波维奇 1297年 - 1313年
- 伊凡·亚历山德罗维奇 1313年 - 1359年
- 斯维亚托斯拉夫·伊万诺维奇 1359年 - 1386年
- 尤里·斯维亚托斯拉维奇 1386年 - 1392年
- 格列布·斯维亚托斯拉维奇 1392年 - 1395年
- 尤里·斯维亚托斯拉维奇 1401年 - 1405年